# قطعنامه ۹۴۱ شورای امنیت
قطعنامه ۹۴۱ شورای امنیت سازمان ملل متحد که در تاریخ ۲۳ سپتامبر ۱۹۹۴ تصویب شد، سندی بین‌المللی دربارهٔ بوسنی و هرزگوین است. این قطعنامه طی نشست ۳۴۲۸ام با ۱۵ رای موافق، ۰ مخالف و ۰ ممتنع تصویب شد.